# Samtredia
Samtredia (en georgiano: სამტრედია, lit. 'lugar de las palomas') es una ciudad en el oeste de Georgia, ubicada en el oeste de la región de Imericia y capital del municipio homónimo.

## Geografía
Samtredia se ubica a orillas de la confluencia de los ríos Tsjenistskali y Rioni, unos 25 km al suroeste de Kutaisi. junto al límite con la región de Mingrelia-Alta Esvanetia.

### Clima
El clima es subtropical húmedo, con inviernos suaves y cálidos y veranos calurosos.
| Parámetros climáticos promedio de Samtredia (1971-2000) | Parámetros climáticos promedio de Samtredia (1971-2000) | Parámetros climáticos promedio de Samtredia (1971-2000) | Parámetros climáticos promedio de Samtredia (1971-2000) | Parámetros climáticos promedio de Samtredia (1971-2000) | Parámetros climáticos promedio de Samtredia (1971-2000) | Parámetros climáticos promedio de Samtredia (1971-2000) | Parámetros climáticos promedio de Samtredia (1971-2000) | Parámetros climáticos promedio de Samtredia (1971-2000) | Parámetros climáticos promedio de Samtredia (1971-2000) | Parámetros climáticos promedio de Samtredia (1971-2000) | Parámetros climáticos promedio de Samtredia (1971-2000) | Parámetros climáticos promedio de Samtredia (1971-2000) | Parámetros climáticos promedio de Samtredia (1971-2000) |
| Mes                                                     | Ene.                                                    | Feb.                                                    | Mar.                                                    | Abr.                                                    | May.                                                    | Jun.                                                    | Jul.                                                    | Ago.                                                    | Sep.                                                    | Oct.                                                    | Nov.                                                    | Dic.                                                    | Anual                                                   |
| ------------------------------------------------------- | ------------------------------------------------------- | ------------------------------------------------------- | ------------------------------------------------------- | ------------------------------------------------------- | ------------------------------------------------------- | ------------------------------------------------------- | ------------------------------------------------------- | ------------------------------------------------------- | ------------------------------------------------------- | ------------------------------------------------------- | ------------------------------------------------------- | ------------------------------------------------------- | ------------------------------------------------------- |
| Temp. máx. abs. (°C)                                    | 21.8                                                    | 24.6                                                    | 28.8                                                    | 33.3                                                    | 35.7                                                    | 39.5                                                    | 41.1                                                    | 39.3                                                    | 36.5                                                    | 32.4                                                    | 29.5                                                    | 23.8                                                    | '                                                       |
| Temp. máx. media (°C)                                   | 9.0                                                     | 9.7                                                     | 14.2                                                    | 20.7                                                    | 23.8                                                    | 27.4                                                    | 28.1                                                    | 28.7                                                    | 26.3                                                    | 21.9                                                    | 15.6                                                    | 11.0                                                    | 19.7                                                    |
| Temp. media (°C)                                        | 5.7                                                     | 6.0                                                     | 9.6                                                     | 14.9                                                    | 18.1                                                    | 22.0                                                    | 23.7                                                    | 23.9                                                    | 20.9                                                    | 16.7                                                    | 11.5                                                    | 7.5                                                     | 15                                                      |
| Temp. mín. media (°C)                                   | 2.3                                                     | 2.3                                                     | 4.9                                                     | 9.0                                                     | 12.5                                                    | 16.5                                                    | 19.3                                                    | 19.1                                                    | 15.6                                                    | 11.5                                                    | 7.3                                                     | 3.9                                                     | 10.4                                                    |
| Temp. mín. abs. (°C)                                    | -11.4                                                   | -10.4                                                   | -9                                                      | -2.9                                                    | 3.2                                                     | 7.6                                                     | 12.0                                                    | 11.2                                                    | 5.8                                                     | 0.6                                                     | -2.5                                                    | -5.6                                                    | '                                                       |
| Precipitación total (mm)                                | 208.2                                                   | 136.4                                                   | 101.2                                                   | 79.0                                                    | 72.2                                                    | 105.0                                                   | 112.5                                                   | 117.9                                                   | 124.3                                                   | 140.0                                                   | 176.0                                                   | 185.8                                                   | 1558.5                                                  |
| Días de precipitaciones (≥ 1 mm)                        | 14.83                                                   | 12.17                                                   | 11.00                                                   | 8.83                                                    | 9.42                                                    | 10.33                                                   | 9.08                                                    | 8.25                                                    | 8.67                                                    | 9.00                                                    | 12.50                                                   | 13.50                                                   | 127.6                                                   |
| Fuente n.º 1: Météo climat stats                        |                                                         |                                                         |                                                         |                                                         |                                                         |                                                         |                                                         |                                                         |                                                         |                                                         |                                                         |                                                         |                                                         |
| Fuente n.º 2: Météo Climat                              |                                                         |                                                         |                                                         |                                                         |                                                         |                                                         |                                                         |                                                         |                                                         |                                                         |                                                         |                                                         |                                                         |

## Historia
Originalmente el lugar se correspondía con un pueblo llamado Sanavardo, que era parte de la posesión de la antigua familia principesca de Mikeladze.
Samtredia como tal evolucionó a partir de un cruce del ferrocarril Tiflis-Poti construido en la década de 1870.
Bajo el dominio soviético, Samtredia adquirió el estatus de ciudad en 1921 y la economía local se diversificó del transporte a la producción de alimentos y madera. 
Debido a su ubicación estratégica, Samtredia jugó un papel destacado en los disturbios civiles de principios de la década de 1990, cuando grupos de oposición antisoviéticos bloquearon el cruce de Samtredia del 26 al 31 de julio de 1990 para obligar a los dirigentes soviéticos de Georgia a adoptar una ley electoral liberal. El cruce fue nuevamente bloqueado en marzo-abril de 1991, esta vez por el nuevo gobierno de Zviad Gamsajurdia, en un intento de ejercer presión sobre las autoridades soviéticas centrales. Sin embargo, este bloqueo infligió graves daños no sólo a la economía de Georgia sino también a la vecina Armenia, que dependía en gran medida de los ferrocarriles de Georgia. 
En 1993, Samtredia se convirtió en uno de los principales campos de batalla de la guerra civil georgiana, en la que las fuerzas leales al derrocado presidente Gamsajurdia se enfrentaron a las tropas gubernamentales posteriores al golpe y controlaron brevemente la ciudad del 17 al 23 de octubre de 1993, poniendo en peligro todas las comunicaciones con Tiflis.
Aunque Samtredia se ha mantenido estable desde entonces, la crisis postsoviética provocó un importante declive económico que desde entonces sólo se ha revertido parcialmente.

## Demografía
La evolución demográfica de Samtredia entre 1923 y 2023 fue la siguiente:
| 6423                                            | 13 913 | 19 803 | 19 580 | 21 974 | 33 999 | 34 468 | 29 761 | 25 318 | 22 201 |
| (Fuente: Population of Georgia in Soviet times) |        |        |        |        |        |        |        |        |        |

Históricamente, la población de Samtredia ha sido mayoritariamente georgiana.
|              | 1959      | 1959       | 2014      | 2014       |
| Grupo étnico | Población | Porcentaje | Población | Porcentaje |
| ------------ | --------- | ---------- | --------- | ---------- |
| Georgianos   | 15 397    | 78,6%      | 24 645    | 97,34%     |
| Armenios     | 845       | 4,3%       | 372       | 1,47%      |
| Rusos        | 2422      | 12,4%      | 170       | 0,67%      |
| Ucranianos   | 364       | 1,9%       | 46        | 0,18%      |
| Asirios      | -         | -          | 18        | 0,07%      |
| Loms         | -         | -          | 15        | 0,06%      |
| Kurdos       | 103       | 0,5%       | -         | -          |
| Judíos       | 60        | 0,3%       | -         | -          |
| Azeríes      | 42        | 0,1%       | -         | -          |
| Griegos      | 40        | 0,2%       | -         | -          |
| Osetios      | 22        | 0,1%       | -         | -          |
| Total        | 19 580    | 100%       | 25 318    | 100%       |

## Economía
Los mayores empleadores en la actualidad son una fábrica de helados, una fábrica de cemento y una empresa de asfalto. La empresa de ferrocarril georgiano cuenta con amplias instalaciones para el transporte de mercancías y pasajeros.

## Infraestructura

### Educación
En Samtredia hay once escuelas públicas, dos escuelas privadas y una escuela agrícola.

### Transporte
Aquí convergen las carreteras y ferrocarriles más importantes de Georgia, lo que convierte a Samtredia en el centro de transporte vital del país. La ciudad se encuentra junto a la carretera E60 que lleva a Poti. El aeropuerto de Kopitnari también se encuentra a 10 km de Samtredia. 

## Cultura

### Deporte
En la ciudad juega el FC Samtredia, equipo de fútbol que compite en la Erovnuli Liga y juega en el estadio Eros Manjgaladze, con capacidad para 15.000 espectadores.

## Personas destacadas
- Andrea Razmadze (1889-1929): matemático georgiano y uno de los fundadores de la Universidad Estatal de Tiflis.
- Kaja Kaladze (1978): exfutbolista georgiano que jugó para equipos como el Milan y Genoa, actualmente alcalde de Tiflis por SG.
- Akaki Chachua (1969): deportista georgiano que compitió en lucha grecorromana, obteniendo una medalla de bronce en los JJOO de Sídney 2000.
- Solomon Kvirkvelia (1992): futbolista georgiano que juega de defensa en el Al-Ojdood Club de la Liga Profesional Saudí.
- Meri Arabidze (1994): ajedrecista georgiana que ostenta los títulos de Maestra Internacional y Gran Maestra Femenina de la FIDE.
- Jemal Tabidze (1996): futbolista georgiano que juega de defensa en el SK Dinamo Tiflis de la Erovnuli Liga.

## Galería

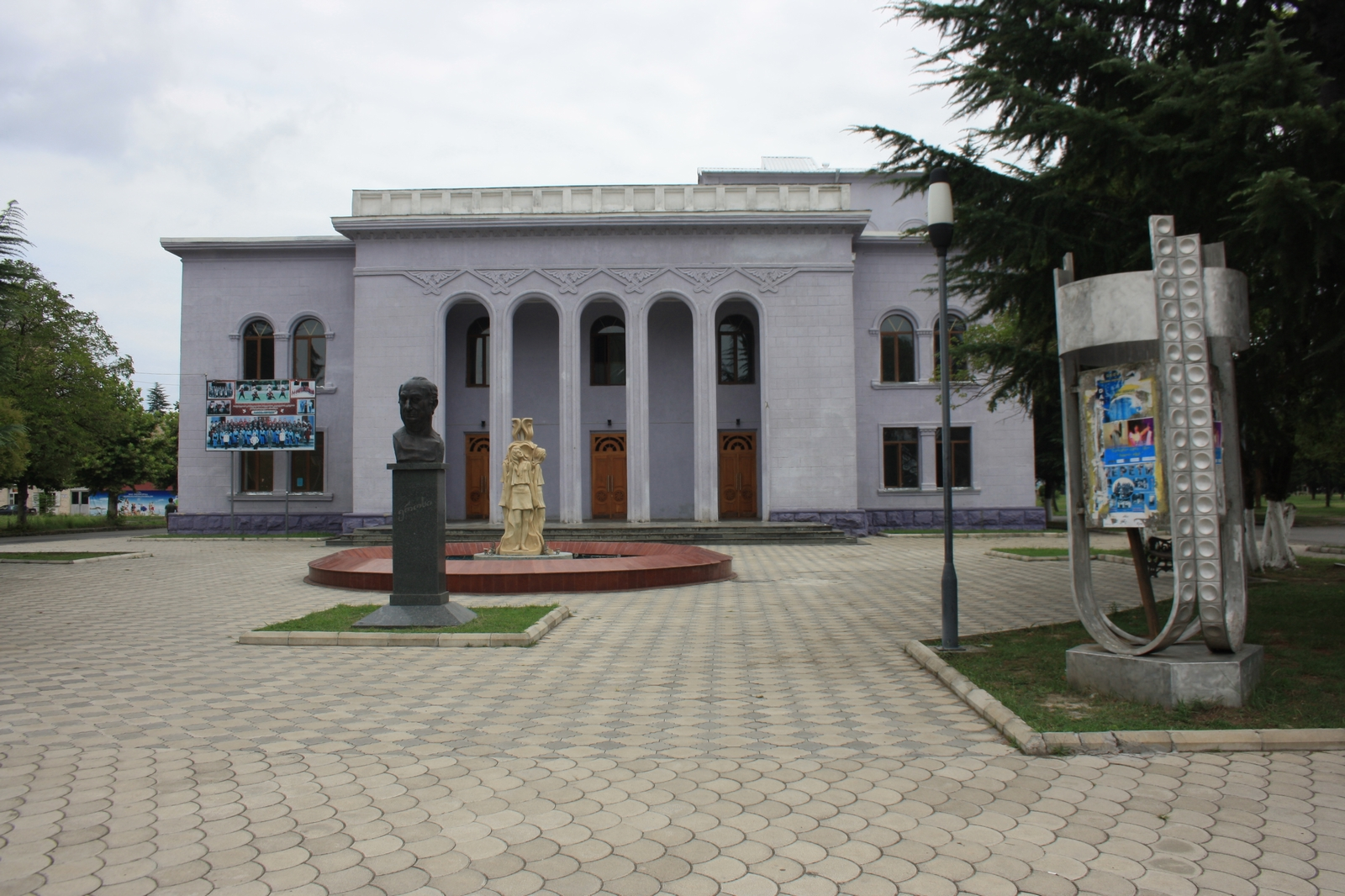
Teatro de Samtredia
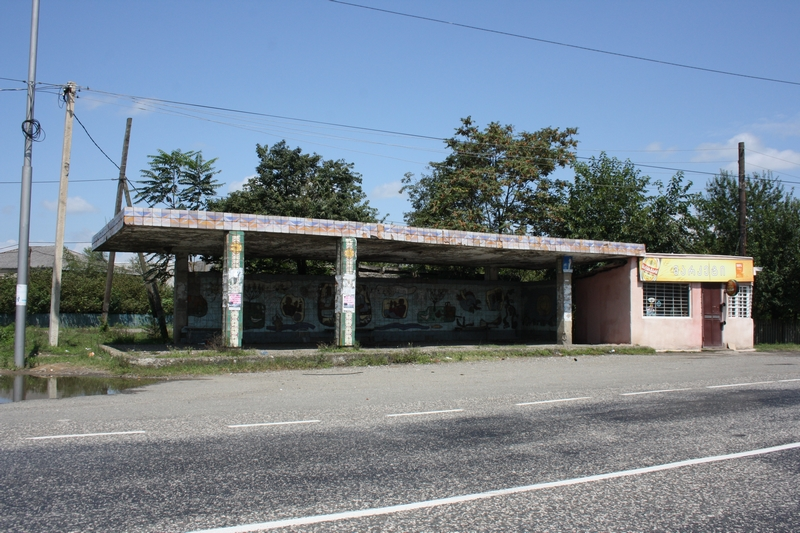
Parada de bus cercana a Samtredia
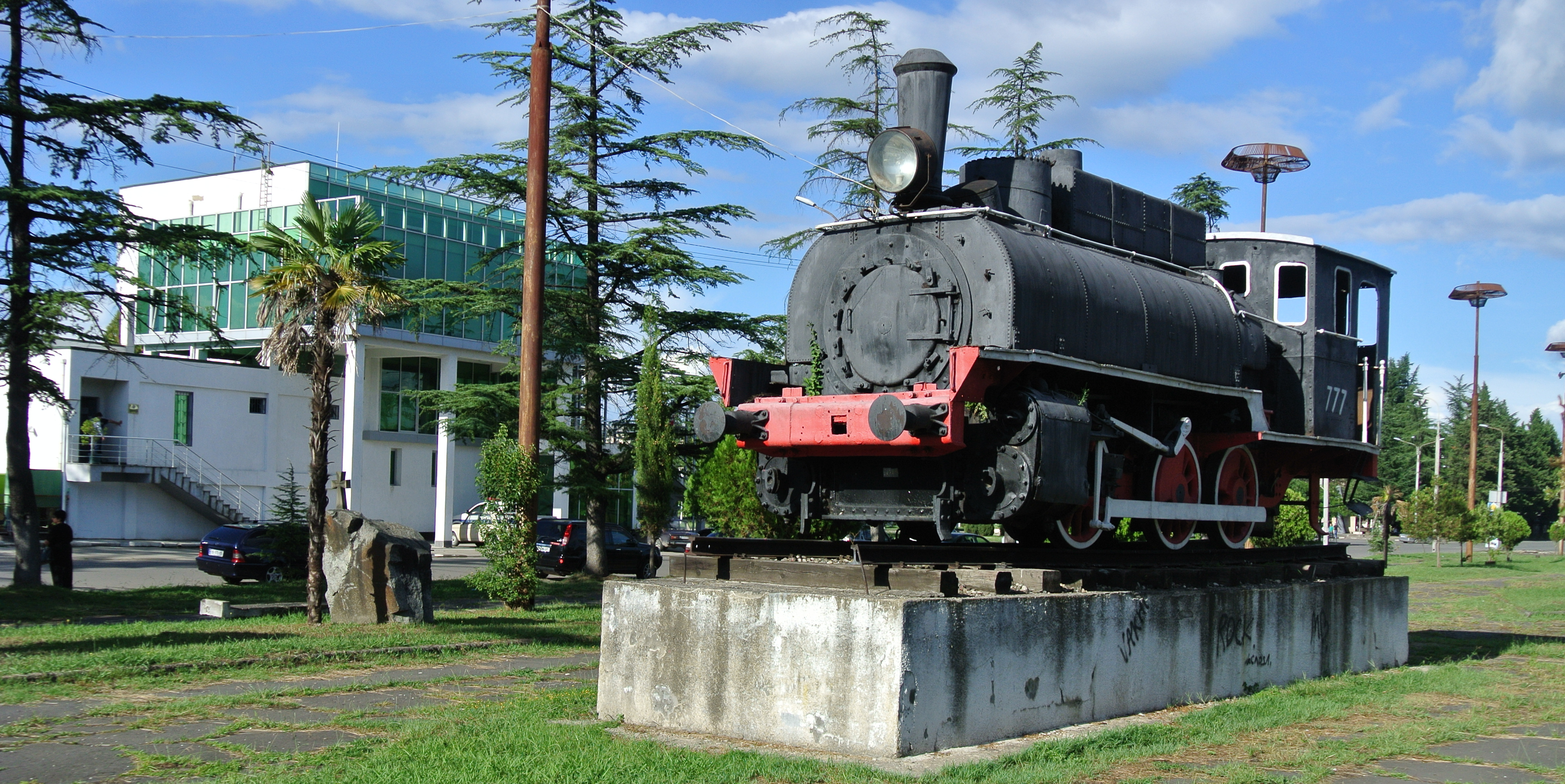
Locomotor de vapor en la estación